# 亞馬遜河豚
亞馬遜河豚（學名：Inia geoffrensis）通称 亞河豚，也称 粉紅河豚，英文俗稱 boto，是亞馬遜河及奥里諾科河水系特有的物種，现存體形最大的淡水豚。
在 IUCN《濒危物种红色名录》中又以 Amazon Dolphin, Boto Vermelho, Boto Cor-de-Rosa, Bouto, Bufeo, Dauphin de l'Amazone, Inia, Pink Dolphin, Pink Freshwater Dolphin, Pink Porpoise, and Tonina 等別名來指稱該物種。

## 分類

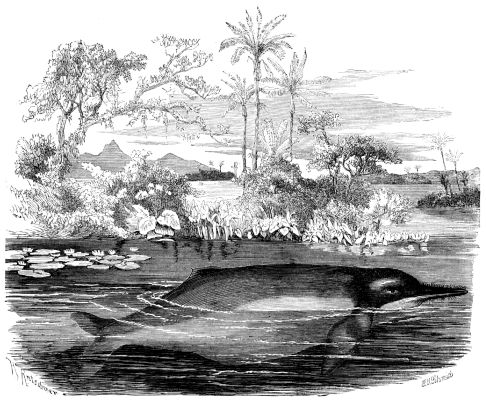
1883 亞馬孫河豚的素描圖

1817年，法國自然歷史學家Blainville首次對該物種做了典型樣本的描述。
1998年的《世界水生哺乳動物：分類與分佈》將 I. geoffrensis 編列爲單獨的「種」，下分爲三個已知「亞種」：
I.g. geoffrensis - 亞馬孫盆地種群 (不包括Teotonio急流以上的玻利維亞境內的瑪代拉河流域)。
I.g. boliviensis - 亞馬孫盆地馬德拉河流域的種群。
I.g. humboldtiana - 奧里諾科盆地種群。
一些早期的分類系統將 boliviensis當成了另外一個種。

## 特徵
亞馬孫河豚的體表顏色並不限於粉紅色一種，還可以是暗褐色、灰色、藍灰色或者乳白色。成體的典型體長爲2.5米，體重爲150千克。其鰭狀前肢略向後彎曲，與驅幹相比顯得較大，無背鰭，但是背部鈍三角形的脊狀隆起顯示了進化遺留的痕跡。喙部突出，旣長且尖，上下顎各有25到35枚牙齒，前部的牙齒呈立錐狀，後部較平並有細小的尖銳突起。兩種牙齒分擔不同的工作，前者用於攫取獵物，後者用於咀嚼。亞馬孫河豚通常在河底捕食蝦、蟹、小魚，偶爾也能捕捉到體形較小的龜。
該種淡水豚通常是單個或成對生活，但有時也會爲了捕獵而組成多達20多頭的群體。不像其他的豚類，亞馬孫河豚的頸椎不是連成一體的，它的頭部可以靈活地轉動。儘管眼睛很小，它們的視力還是相當不錯的，只不過腫脹的下頜會擋住向下的視線，有時出於觀察的需要它們會將身體翻轉改泳姿爲仰泳。

## 保護
在整體上處於危險境地的淡水豚中，亞馬孫河豚的狀況相對而言是最安全的。儘管如此，IUCN在1994和2000年發佈的紅色名錄中都將它歸入了「易危」（vulnerable）的級別中。與棲息地日益萎縮的恒河豚以及新近滅絕的白鱀豚相比，亞馬孫河豚的棲息地和種群規模長期以來保持得還算穩定。由於雨林的環境因素，全面的考查一直未得實現，據估測，亞馬孫河豚的總數量大約在1萬頭左右。
亞馬遜當地並沒有直接針對亞馬孫河豚的獵殺行為，但是漁民爲了防止漁業生產受到干擾，或是爲了保護漁具，偶爾也會殺死一些河豚。但尚不清楚這種「被動」的捕殺是否已對局部種群構成了危脅。從1988年開始巴西和玻利維亞以及秘魯、委内瑞拉和哥倫比亞的保護區已相繼立法禁止這種行為。
亞馬孫流域和奥里諾科盆地的人口膨脹已經引起了一些科學家的憂慮。長江流域的水利工程直接導致了白鱀豚的滅絕，而在此區域，相似的工程也正在緊鑼密鼓的籌劃中。環保人士們正在四方奔走以期能阻止這些方案的實施。
有報導說有些亞馬孫河豚因汞中毒而死亡。這類死亡事件一般發生在金礦附近，因為在黃金開採中常以汞作為分離金和沙石的材料。

## 有关神话传说
在一個亞馬遜河的故事中，亞馬孫河豚會在夜晚變成俊美的青年去迷惑少女使她們受孕，而轉天清晨又會變回河豚的模樣。據猜測，這個神話產生的部分原因是由於該種河豚雄體的生殖器與人類的相似。

## 外部連結
- BBC Nature Wildlife - Amazon river dolphinArchive.today的存檔，存档日期2012-07-28
- Book: "粉紅色的海豚，河裏的朋友"（英文）（西班牙文）
- Projeto Boto（页面存档备份，存于） -  a non-profit research project that is increasing knowledge, understanding and the conservation prospects of the Amazon's two endemic dolphins - the boto (Inia geoffrensis) and the tucuxi (Sotalia fluviatilis)（英文）
- ARKive - 亞馬孫河豚的圖片和錄影 (Inia geoffrensis)（英文）
- Dolphins, Whales and Porpoises: 2002–2010 Conservation Action Plan for the World's Cetaceans. IUCN/SSC Cetacean Specialist Group 2003, Reeves et al. HTML copy of book-length report（英文）
- Convention on Migratory Species page on the Amazon Dolphin（英文）
- Walker's Mammals of the World Online - Amazon Dolphins （页面存档备份，存于）（英文）
- Animal Info page on the Boto（页面存档备份，存于）（英文）
- Cetacea.org page on the Boto (From the Wayback Machine)（英文）
- Virtual Explorers （页面存档备份，存于）（英文）